# 正木靖子
正木 靖子（まさき やすこ、1955年4月8日 - ）は、日本の弁護士。関西学院大学大学院司法研究科教授や、近畿弁護士会連合会理事長、日本弁護士連合会副会長、ハイレックスコーポレーション取締役、ノーリツ監査役等を歴任した。

## 人物・経歴
兵庫県神戸市垂水区出身。関西学院大学法学部卒業後、1982年弁護士登録。2004年関西学院大学大学院司法研究科教授。2008年兵庫県弁護士会会長、ハイレックスコーポレーション取締役。2011年日本司法支援センター兵庫地方事務所長。2013年近畿弁護士会連合会理事長。2014年生活協同組合コープこうべ監事。2018年ノーリツ監査役、日本弁護士連合会副会長。
2025年4月、春の叙勲で旭日中綬章を受章。